# Osmolskina

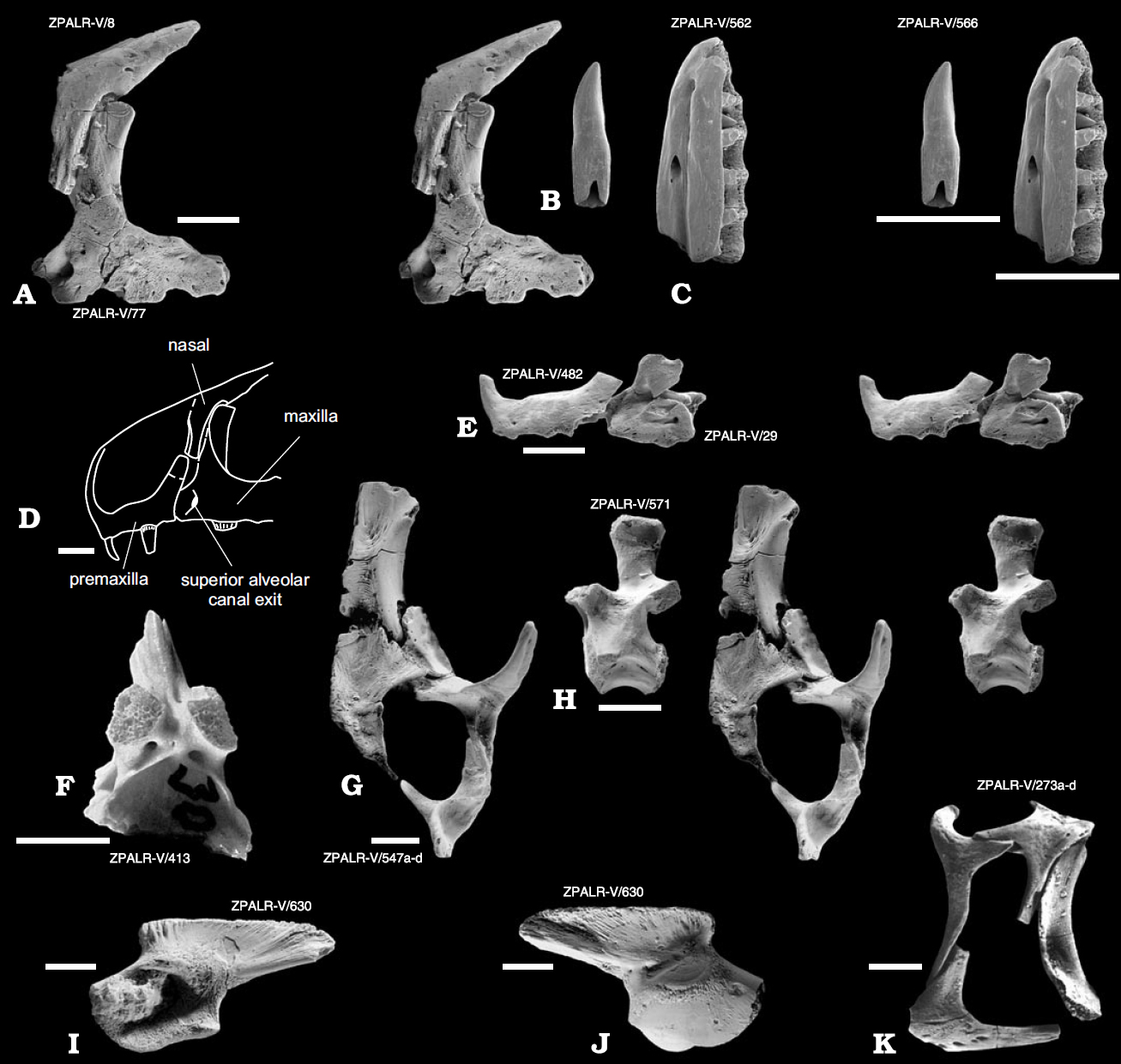
Elementos fósiles.

Osmolskina es un género extinto de reptil arcosauriforme que vivió durante el Triásico Inferior en lo que hoy es Polonia. La especie tipo, Osmolskina czatkowicensis, fue descrita por Magdalena Borsuk−Białynicka y Susan Evans en 2003. El nombre del género es en homenaje de la difunta paleontóloga polaca Halszka Osmólska.
Osmolskina se parece bastante al bien conocido género Euparkeria. Las autoras del artículo de descripción de 2003 consideraron clasificar a Osmolskina dentro de la familia Euparkeriidae, notando el parecido del animal con Euparkeria, pero concluyeron que "la familia Euparkeriidae permanece como monotípica debido a que ningún otro género puede ser asignado con seguridad."